# 박종규 (1944년)
박종규(朴琮圭, 1944년 2월 29일 ~ 2010년 12월 7일)는 대한민국의 군인이다.

## 생애
1967년 육군사관학교를 제23기로 졸업하여 문학사 취득했으며 1979년 12월 7일부터 1981년 3월 12일까지 특전사 제3공수특전여단 15대대장을 지냈다. 대한민국 육군본부 정보처장과 육군 제56보병사단장을 지냈고 1993년 5월 31일 예비역 육군 소장으로 예편되었다.
1979년 특전사 제3공수특전여단 15대대장 신분으로 12·12 군사 반란에 가담했다. 12월 12일 자정 정병주 특전사령관을 체포하라는 제3공수특전여단장 최세창 준장의 지시를 받고 특전사령관 부관 김오랑 소령을 살해했으며 특전사령관 정병주 소장도 살해하려고 했지만 골절상을 입히는 데에 그쳤다.
1997년 4월 17일 대법원에서 열린 12·12 군사 반란 및 5·18 광주 민주화 운동 관련 재판에서 반란 중요 임무 종사 등의 혐의로 징역 3년 6개월형을 선고받았지만 사면되었고 2009년 12월 9일을 기하여 김용환 고(故) 김오랑 추모사업회 회장에게 자신이 김오랑 소령을 살해한 것에 대해 용서를 구한다는 전화를 보냈다. 식도암 4기 판정을 받고 투병 생활을 하던 중 2010년 12월 7일 사망하였다.

## 학력
- 1962년 용산고등학교 졸업
- 1967년 대한민국 육군사관학교 23기 문학사
- 1968년 육군행정학교 졸업
- 1968년 대한민국 중앙정보학교 졸업
- 1969년 대한민국 육군경리학교 졸업
- 1969년 대한민국 육군부관학교 졸업
- 1970년 대한민국 육군고급부관학교 졸업
- 1970년 대한민국 육군통신학교 졸업
- 1971년 대한민국 육군기갑학교 졸업
- 1971년 대한민국 육군포병학교 졸업
- 1972년 대한민국 육군항공학교 졸업
- 1972년 대한민국 육군보병학교 졸업
- 1976년 대한민국 육군종합행정학교 졸업
- 1978년 대한민국 육군대학 학사

## 박종규를 연기한 배우

### TV 드라마
- 1995년 SBS 《코리아게이트》 - 배도환
- 2005년 MBC 《제5공화국》 - 박우열

### 영화
- 2023년 영화 《서울의 봄》 - 이승희